# Jesus Culture
Jesus Culture — христианское международное ривайвелистское движение, изначально основанное в церкви «Вефиль» г. Реддинг, Калифорния, США. Служение «Jesus Culture» включает в себя две церкви в Сакраменто и Сан-Диего, школу лидерства «Jesus Culture», сеть подкастов музыкального лейбла «Jesus Culture Music», а также проводит христианские конференции и мероприятия.
Возглавляемая лидером поклонения пастором Ким Уолкер-Смит, группа «Jesus Culture», почти каждый год выпускала альбомы хвалы и поклонения. Движение началось 20 лет назад и продолжается сегодня в их поместной церкви. В 2013 году «Jesus Culture» переместилась из г. Реддинг, основав одноимённую церковь в г. Сакраменто. Собрания начались в Folsom High School 14 сентября 2014 года. Старшим пастором поместной церкви и директором движения является его основатель Беннинг Либшер. «Jesus Culture» сосредоточено на подготовке людей всех возрастов к преобразованию общества через общение в общине, углубленное познание Слова Божьего, ученичество и жизнь, посвященную Иисусу в пламенном поклонении.
Начав как молодёжная группа в своей церкви «Вефиль» г. Реддинг (Redding), Калифорния, и христианская рок-группа, «Jesus Culture» превратилась в служение, цель которого — «зажечь пробуждением народы земли».
На его официальном сайте сообщается: "Jesus Culture - это глобальное движение, которое пробуждает сердца к поклонению и демонстрирует любовь и силу Божью повсюду, куда бы мы ни шли. Мы с горячим желанием видеть кампусы, города и нации преобразованными, и у нас есть мандат: воспитывать, снаряжать и мобилизовывать тех, кто пришёл, для исполнения призвания Божьего в их жизни. Мы делаем это через служение конференций, мероприятий, поклонения, кампусных служений, учебных программ, ресурсов и теперь - через местную церковь. Jesus Culture продолжает расти, привлекая молодых людей к встречам с Иисусом и снаряжая их для служения Его сердцем в этом сломленном мире... Но таким оно не всегда было. Вот краткий обзор начала нашего служения."

Jesus Culture is a global movement, awakening hearts to worship and demonstrate the love and power of God wherever we go. We are passionate to see campuses, cities and nations transformed and we have a mandate: to raise, equip, and mobilize those who were coming to fulfill the call of God on their lives. We do this through the ministry of conferences, events, worship, campus ministries, curriculums, resources and now a local church. Jesus Culture is continuing to grow in bringing young people into encounters with Jesus and equipping them to minister His heart to a broken world…but it wasn’t always this way. Here’s a brief look into the beginnings of our ministry.
Тони Каммингс, музыкальный редактор Cross Rhythms, описал служение как «одно из самых значительных христианских движений в послевоенной Америке».

## История основания движения
Группа «Jesus Culture» была основана летом 1999 года, когда группа молодёжи из «Bethel Church»" («Вефиль») в Реддинге, Калифорния, под руководством директора Беннинга Либшера (Banning Liebscher), организовала первую конференцию «Jesus Culture».
По данным их сайта «„Jesus Culture“ началось с „Да“ одного молодого человека — Беннинга Либшера (Banning Liebscher) — из Реддинга, Калифорния — с мечтой в сердце воспитать поколение любить Господа и служить Ему, уча народы. Летом 1999 года наша молодёжная группа в церкви „Вефиль“ в Реддинг, Калифорния, под пасторством Беннинга Либшера, провела самую первую Конференцию „Jesus Culture“. Включая персонал, её посетили около 500 человек. Бог проявил Себя могущественным образом. Мы продолжали проводить собрания, и каждый год конференции продолжали расти. Эти конференции всегда вели Ким Уолкер-Смит, Крис Килала и Мелисса Хау, которые были лидерами поклонения в нашей молодёжной группе. Их сердцем являлось желание служить и быть частью того, что делал Бог».
По данным сайта «Jesus Culture», «Сердце этих собраний — служить другим церквям и побуждать молодых людей, испытывать Божью любовь. На каждой конференции было сильное присутствие Господа, а подростки и молодёжь шли в свои дома, школы, рабочие места и церкви, преобразованными, горя страстной любовью к Богу… Очень скоро стало совершено ясно, что поклонение должно стать значительной частью нашего движения. Ким Уолкер-Смит (Kim Walker-Smith), Крис Килала (Chris Quilala), и Мелисса (Melissa) были лидерами поклонения в нашей местной группе молодёжи, и Господь начал использовать их, чтобы внести в поколение искреннее вероисповедание».
«В 2011 году Бог призвал нас в Чикаго, чтобы наделить силой поколение, которое принесёт преображение нашей стране и всему остальному миру. Это было наше первое собрание на арене, и мы пережили три дня страстного поклонения, сильного учения и служения. В последнюю ночь мы стояли в благоговении, когда четырнадцать тысяч спонтанно поклонялись Ему почти двадцать минут. Продолжающиеся свидетельства этих участников и сотен тысяч, смотревших онлайн, подтвердили нам, что Божье присутствие и сила были высвобождены в те дни феноменальным образом, чтобы отметить поколение».

## Название и концепция
Название «Jesus Culture» было фактически получено во время похода по магазинам. Однажды Беннинг Либшер прогуливался по торговому центру и увидел шляпу с логотипом «Counter Culture» («Контркультура»). Ему понравилась эта концепция, однако он не стремился поднять контркультуру, а лишь культуру, которая сосредоточена на Иисусе. Поэтому родилось название «Jesus Culture» («Культура Иисуса»). В то время, когда фразы типа «субкультура» и «контркультура» стали популярными фразами во многих церквях, Либшер и его лидерство (в том числе лидеры поклонения Ким Уолкер-Смит и Крис Килала) желали поколения, культура которого не отражалась бы в каком-либо институте, музыкальном стиле, браслете или футболке, а скорее в отношении и личности самого Христа. Они назвали конференцию «Культурой Иисуса», с надеждой, что Бог проявит Себя, поклонение преобразится, и начнётся пробуждение.
В соответствии с концепцией церкви «Вефиль», пробужденцы — это сосредоточенные и посвящённые верующие, готовые заплатить любую цену за жизнь в общине, в чистоте и силе, преображая жизни и культуры, благодаря тому, что любят Бога и любимы Им. Как и его материнская церковь «Вефиль», движение «Jesus Culture» насаждает «Культуру пробуждения», о чём подробно говорится в книге Майкла Бродера и Беннинга Либшера и «Revival Culture: Prepare for the Next Great Awakening» (2012 г.), а также в книге Беннинга Либшера «Jesus Culture: Calling a Generation to Revival» Практика «Культуры пробуждения» понимается как знание о том, «как жить в Царстве Божьем и расширять его границы через сверхъестественный стиль жизни, принося небеса на землю везде, куда бы вы не шли».
В интервью журналу "Charisma" Беннинг Либшер изложил концепцию движения, утверждая, что его цель заключается в создании обстановки, в которой молодежь, испытывающая страсть к Богу, не только переживает встречу с Ним через поклонение, но также обладает силой проявлять чудеса в своих местных общинах. Несмотря на рост движения, для Либшера видение "Jesus Culture" о воспитании исцеляющих евангелистов остается неизменным с первого дня служения, и если Бог не указывает на иное направление служения, оно будет сохраняться на протяжении долгих лет.
"Я не заинтересован в том, чтобы мы просто были движением поклонения. Меня не интересует проведение лишь однодневных служений поклонения или продажа альбомов. Мы с радостью занимаемся этим, и наблюдать, как люди горят для Иисуса через поклонение, приносит нам радость, но это не всё. ... Господь дал нам мандат поднять новых лидеров, которые внесут вклад во все сферы общества — СМИ, образование, политику, бизнес — найти их сегодня и идти с ними на протяжении следующих 30 лет".
Либшер верит, что в наше время Бог отмечает беспрецедентное количество пробужденной молодежи, которая полностью посвятит себя установлению Его Царства, готова сказать: "Это для чего я родился; я отдаю всю свою жизнь ради этого. Я предан Иисусу и народам земли, и я готов отдать все, чтобы увидеть народы преображенными для Него".
Крис Килала (Chris Quilala), лидер поклонения «Jesus Culture», который был частью движения с 13 лет, так говорит о цели их служения: «Это не просто люди, которые приходят послушать хорошую музыку. Мы хотим, чтобы люди явно встречались с Божьим присутствием в поклонении, но мы также хотим, чтобы они по-настоящему вкусили, что такое чудеса и знамения, и осознали, что Бог хочет коснуться их, — и что они могут вынести это отсюда в свои города».
С самого начала движение не только проводило служения поклонения, но и тренировало молодых людей, посылая затем их на улицы для проповеди Евангелия, сопровождаемой чудесами и знамениями. Одним из способов принесения Царства Божьего на землю лидеры «Jesus Culture» считают молитву за людей на улицах, местах работы, учёбы, в результате чего люди могут пережить проявление Божьей любви в исцелении и других чудесах.

## «Jesus Culture Music»
Группа "Jesus Culture" представляет собой общину лидеров поклонения и музыкантов, объединенных стремлением увидеть поколение, оказавшее влияние в результате встречи с присутствием Божьим. Происходя из движения "Jesus Culture", зародившегося в 1999 году, они записали свой первый альбом в 2005 году на подростковой и молодежной конференции в городе Реддинг. "Jesus Culture" активно проводит служение поклонения как в своей местной церкви в Сакраменто, так и за рубежом, организуя конференции и всемирные туры.
Главное внимание группы сосредоточено на снаряжении поколения для изменения общества, проводя людей к встрече с Божьей любовью через поклонение и ученичество. Песни, которые они выпускают, отражают суть движения. Управление лейблом "Jesus Culture Music" возглавляет старший директор группы Беннинг Либшер.
Ким Уолкер-Смит, «голос» движения и одна из основателей служения «Jesus Culture», так говорит об их творчестве: «Мы в основном занимались кавер-версиями, потому что мы все ещё продолжаем расти в качестве авторов песен. Со временем, мы бы хотели исполнять только свои собственные песни. Когда мы начали, каждый из лидеров поклонения выбирал песни в соответствии с тем, что подпитывало лично нас и наше движение. Поэтому, все песни, которые мы поём, — это песни, которые для нас что-то значат. Мы ценим присутствие Божье превыше всего. Да, мы хотим творчества и высокого качества нашей музыки, но ничто не идёт прежде присутствия Божьего. В поклонении мы желаем во-первых искать Его превыше всего остального. Я бы сказала, что это проще всего можно описать как глубокие отношения со Святым Духом. Мы ищем Его, стремимся узнать Его, прислушиваемся к тому, что Он говорит, наблюдаем за тем, что Он делает, а затем сотрудничаем с Ним».
Согласно информации на сайте, лидеры "Jesus Culture Music" видят будущее следующим образом: "Наша высшая цель - продолжать создавать музыку, которая приводит людей к встречам с Богом. Мы также стремимся вдохновить молодых лидеров поклонения, которые желают писать песни возрождения и использовать помазанную музыку для разжигания пробуждения. Наш план заключается в развитии лидеров поклонения, обучая их на более высоком уровне через тренировки и ученичество. В качестве служения, мы стремим создать атмосферу для написания песен, в то время как развиваем молодых исполнителей - будущих голосов своего поколения".

## Группа

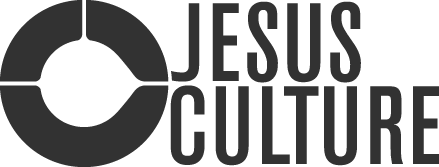
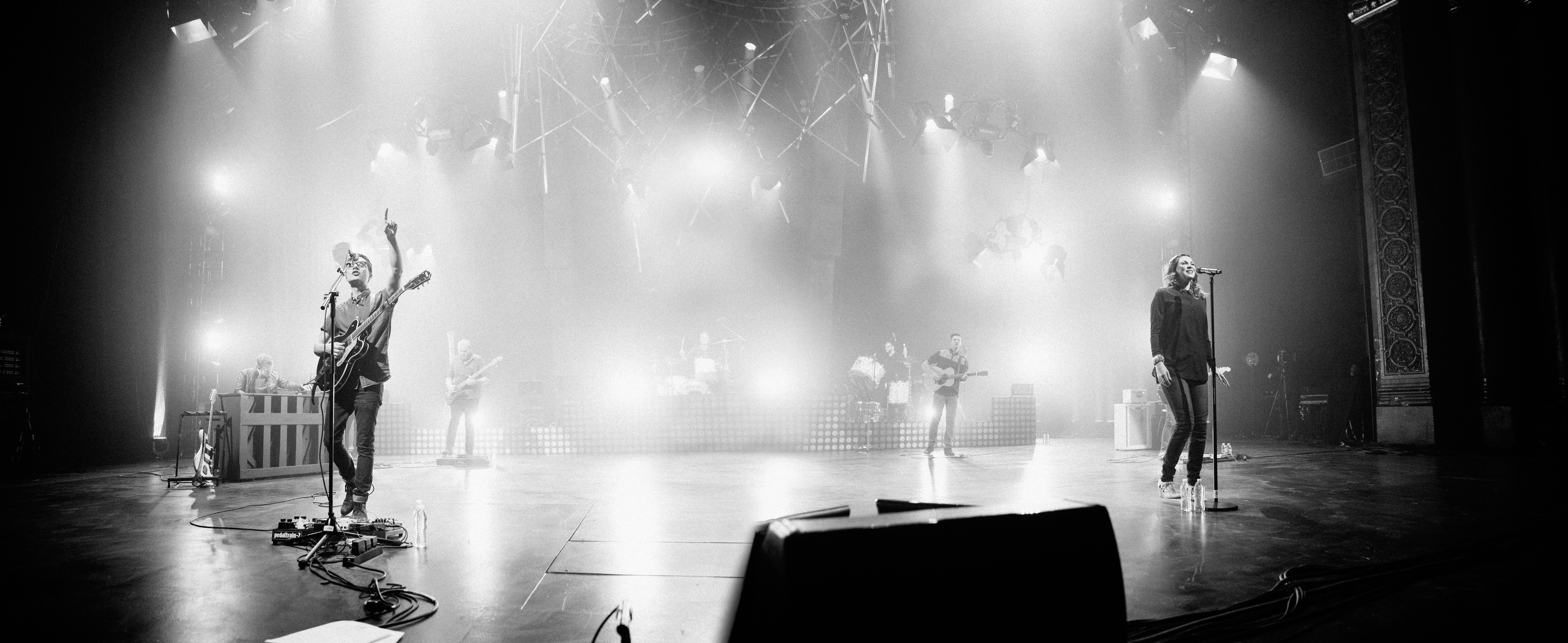
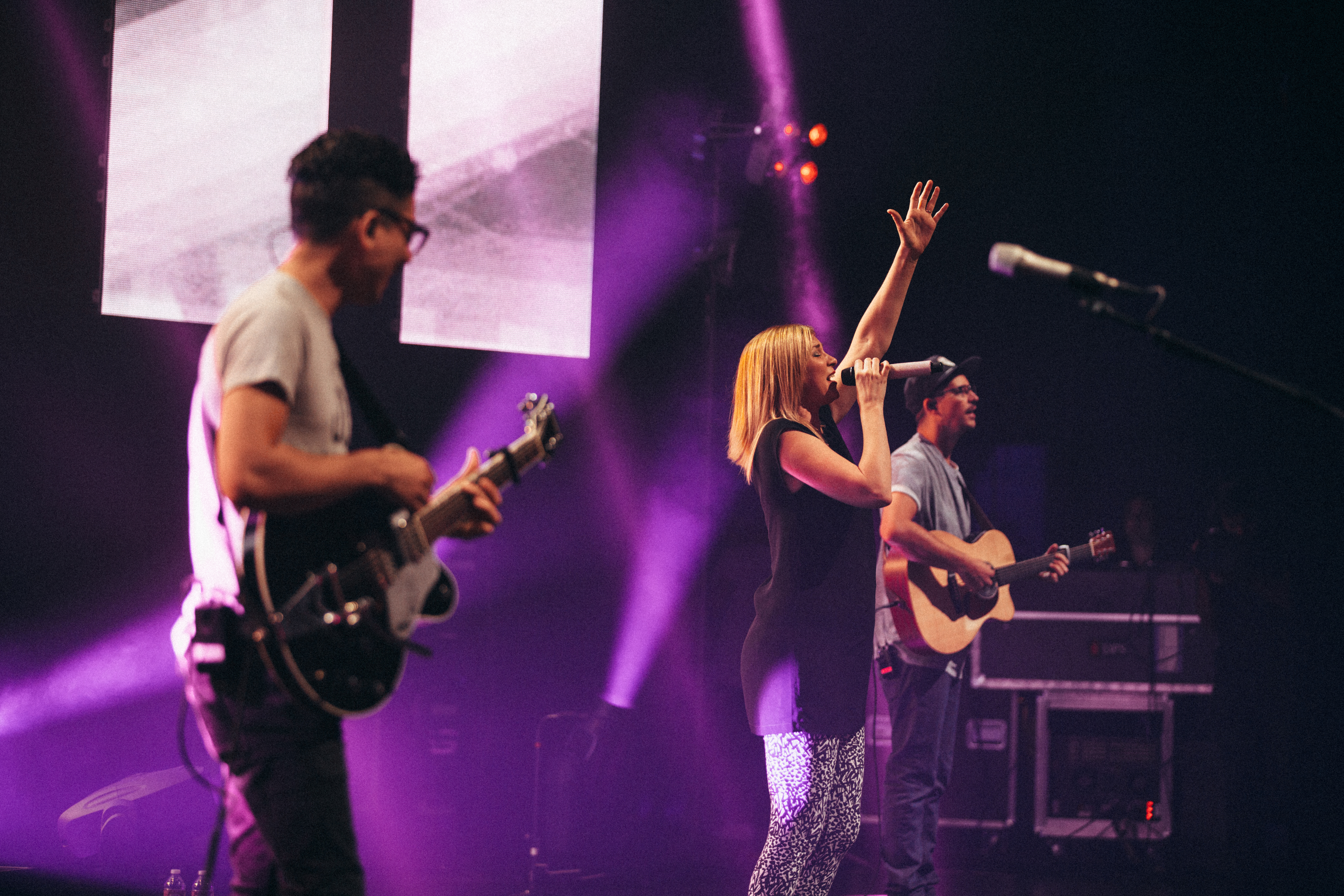
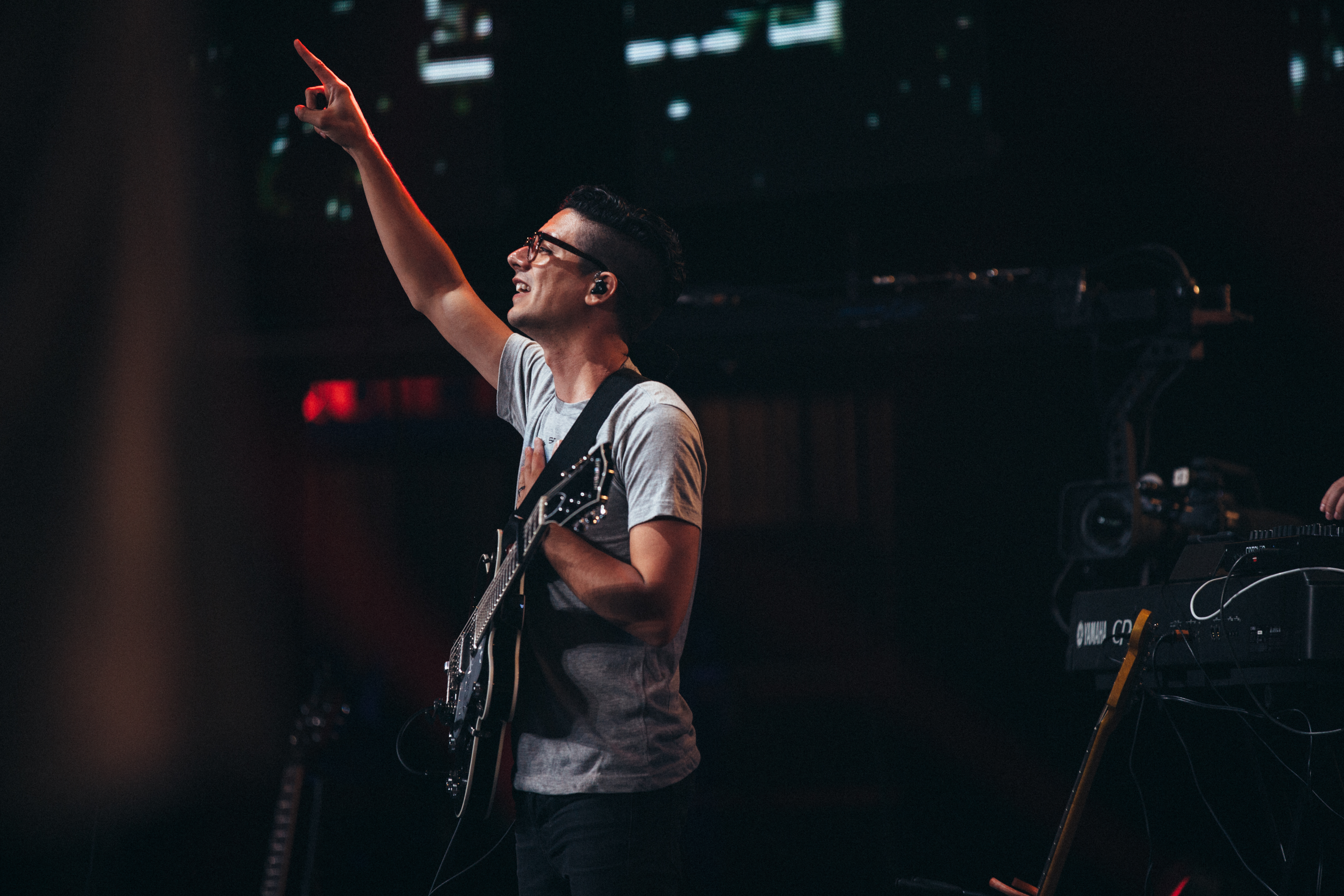

- Джереми Эдвардсон
- Ким Уолкер-Смит
- Крис Килала (Chris Quilala)
- Брайан Торвальт
- Кэти Торвальт
- Дерек Джонсон
- Крис Мак-Кларни
- Брандон Ааронсон
- Джош Фишер
- Джеффри Кунд
- Айан Макинтош
- Малли Уильямс[15]

## Дискография
2002 — Undone
2005 — Everything
1. How We Want You To Come
2. You
3. Prayer
4. I Was Made To Worship You
5. Shining06 — Prayer
6. We Are Hungry
7. We Will Sing
8. How Great is our God
9. Prayer
10. Everything
11. Dance
12. Spontaneous Worship
13. You (Reprise)

2007 — We Cry Out
1. We Cry Out
2. Your Love Is Everything
3. Rain Down
4. I Adore You
5. See His Love
6. My Romance
7. How He Loves
8. Fire Fall Down
9. All I Need
10. The Time Has Come

2008 — Your Love Never Fails
1. Your Love Never Fails
2. Sing My Love
3. King Of Glory
4. You Won’t Relent
5. Beautiful
6. Happy Day
7. I Exalt Thee
8. Where You Go I’ll Go
9. All Consuming Fire
10. Here Is My Heart

2009 — Consumed
1. Heaven Is Here
2. Burning Ones
3. Holding Nothing Back
4. Revelation Song
5. Dance With Me
6. Light Of Your Face
7. Holy
8. You Are Faithful
9. Oh Lord You’re Beautiful
10. Obsession

'2009 — Here Is Love
'2010 — Come Away
1. Come Away
2. Rooftops
3. My Passion
4. I Want To Know You
5. My Soul Longs
6. Freedom Reigns
7. Let It Rain
8. Mighty Breath Of God
9. Show Me Your Glory
10. One Thing Remains

2010 — My Passion EP
2011 — Аwakening (Live From Chicago)
1. Awaken Me
2. Father of Lights
3. Perfect Love (Father of Lights Reprise)
4. Break Every Chain (feat. Kristene DiMarco)
5. Glorious (feat. Katie Torwalt)
6. Burning Ones
7. Holy Are You (Burning Ones Reprise)
8. My Everything
9. Nothing But the Blood
10. He Is Faithful (feat. Bryan Torwalt)
11. I Surrender
12. We Are Hungry
13. Fill Me Up
14. The Anthem (feat. Jake Hamilton)
15. Holding Nothing Back
16. Dance

2012 — Emerging Voices
2012 — Live From New York
2014 — Unstoppable Love
1. Sing Out
2. We Will Run
3. Light Of The World
4. Surrender All (Give You Everything)
5. Unstoppable Love
6. Your Name Is Glorious
7. No Other Like You (We Will Exalt You)
8. You Make A Way
9. We Stand
10. Wide Open
11. Born Of God
12. In Awe Of You
13. 10,000 Reasons

2016 — Let It Echo
1. Never Gonna Stop Singing
2. Fierce
3. Alive in You
4. In the River
5. Let It Echo (Heaven Fall)
6. God with Us
7. Miracles
8. Set Me Ablaze
9. Everything and Nothing Less
10. In Your Presence
11. I Stand in Awe
12. Power in the Cross

2017 — Love Has a Name
1. Halls Of Heaven
2. Let Our Faith Become A Mountain
3. Weight of Heaven
4. Love Has A Name
5. Flood The Earth
6. Make Us One
7. Sound of Adoration
8. Never Stop
9. Fresh Outpouring
10. Love Overcomes
11. My One My All
12. However You Want
13. Infinite
14. Love That Saves
15. Make A Way
16. Anything Can Happen